# 东文选
《东文选》是朝鲜王朝时代开始收编的历朝历代朝鲜汉学家的作品。
于公元1478年大致成书，因朝鲜相对于中国中原被成为东国，朝鲜成宗定名为东文选。
《东文选》作品最早收录的是高句丽名将乙支文德的《乙支文德汉诗》“神策究天文，妙算穷地理。 战胜功既高，知足愿云止。”
后来统一新罗时代的儒学大家崔致远、强首、薛聪的作品也多有收录。